# Carl McAdams
Carl McAdams é um ex-jogador profissional de futebol americano estadunidense.

## Carreira
Carl McAdams foi campeão do Super Bowl III jogando pelo New York Jets.